# Púbol

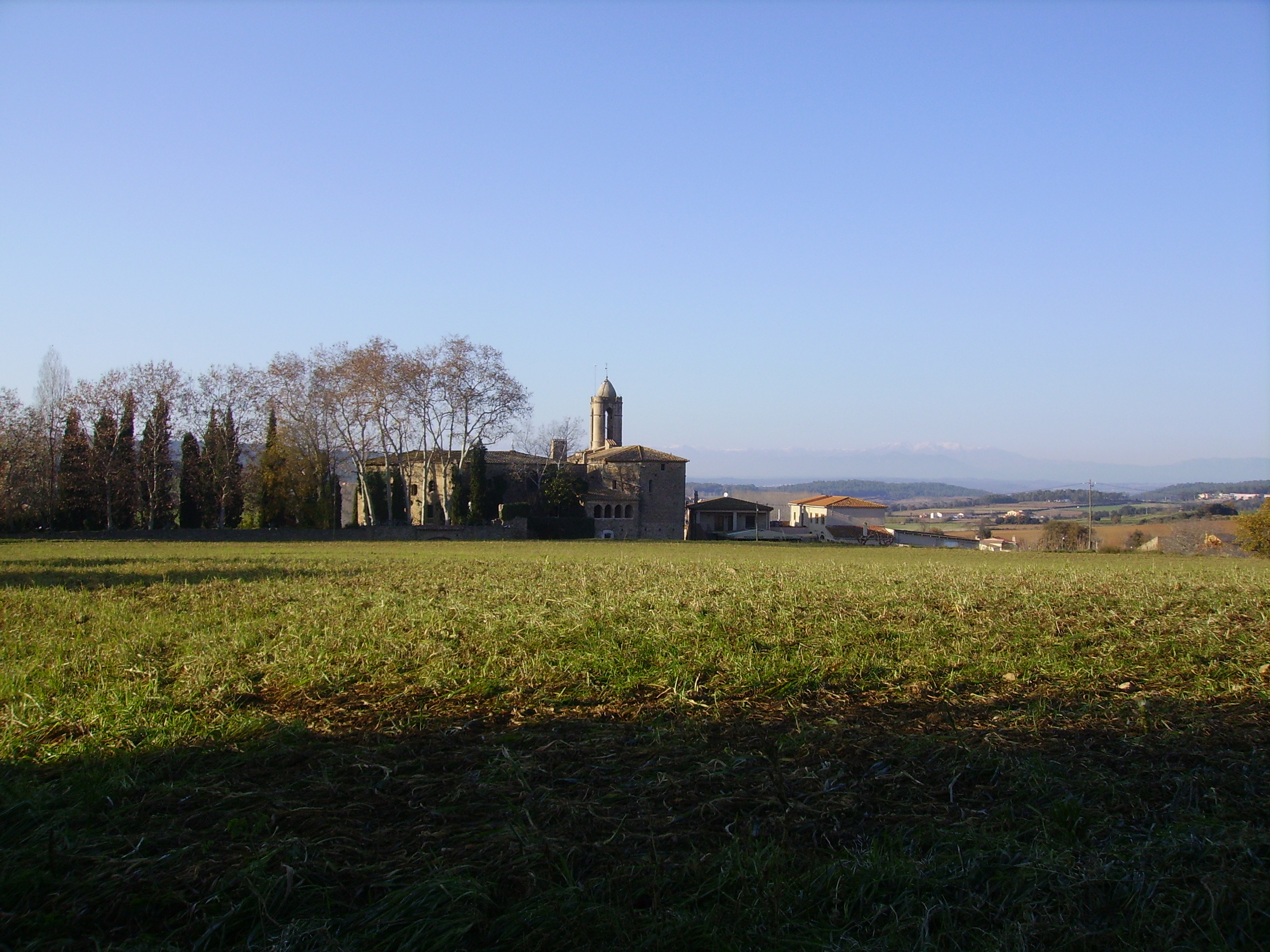
Vue du château et église de Púbol

Púbol est une localité de la commune de La Pera en Catalogne.

## Géographie
Púbol se situe à 13 kilomètres au nord-est de Gérone et à 7 kilomètres au nord-ouest de La Bisbal d'Empordà.

## Histoire
Púbol est cité pour la première fois en 1017. Le château médiéval est acheté en 1968 par Salvador Dalí qui l'offre à son épouse et muse Gala. En 1982, le roi d'Espagne Juan Carlos confère à Dali le titre de marquis de Dalí de Púbol. 

## Musée
Devenu un musée, le château de Púbol constitue avec Cadaqués et Figueres, le « triangle dalinien ».

## Photos de la maison-musée Gala Dalí

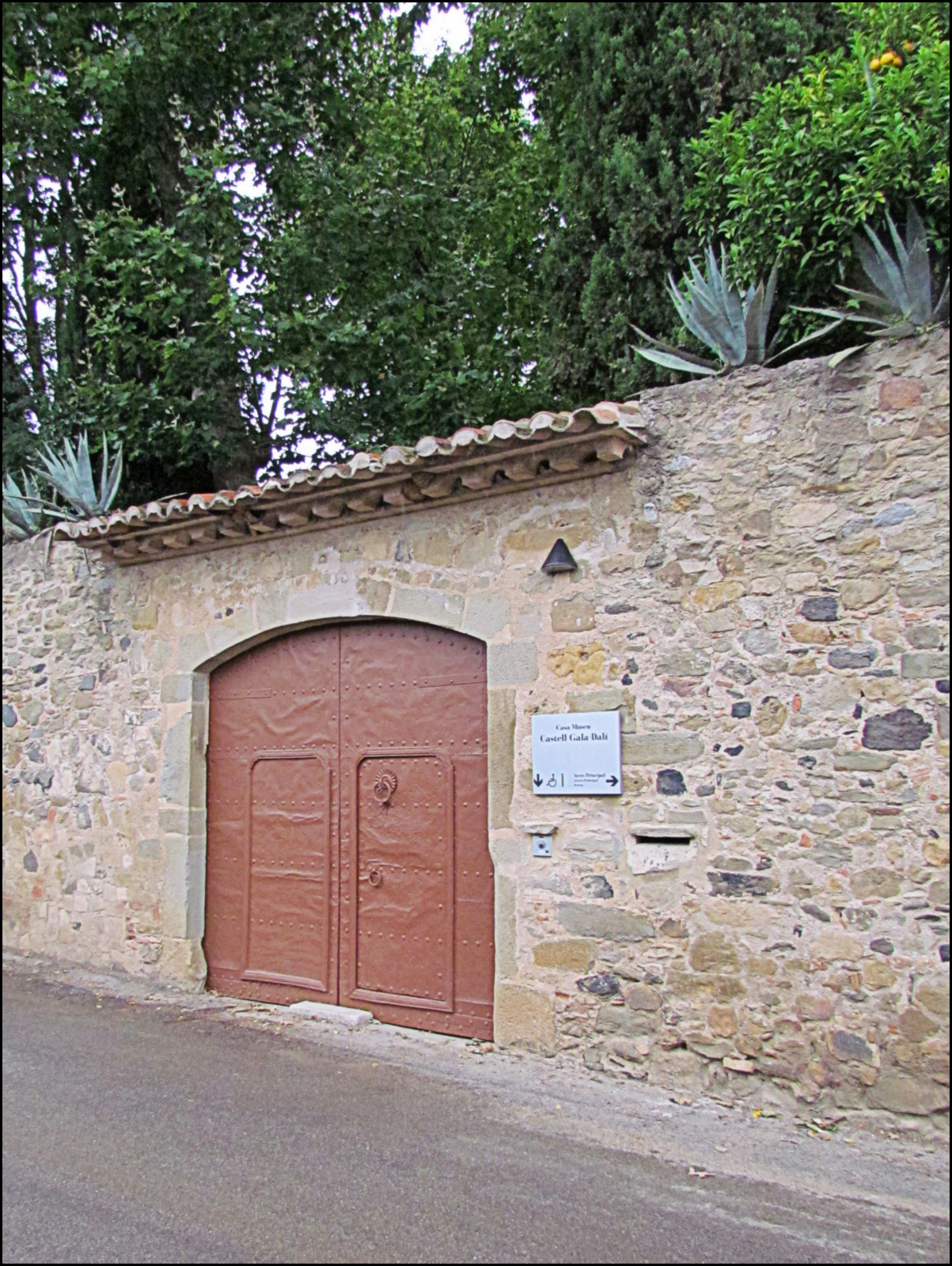
Entrée privée de la maison de Gala Dali devenue musée.
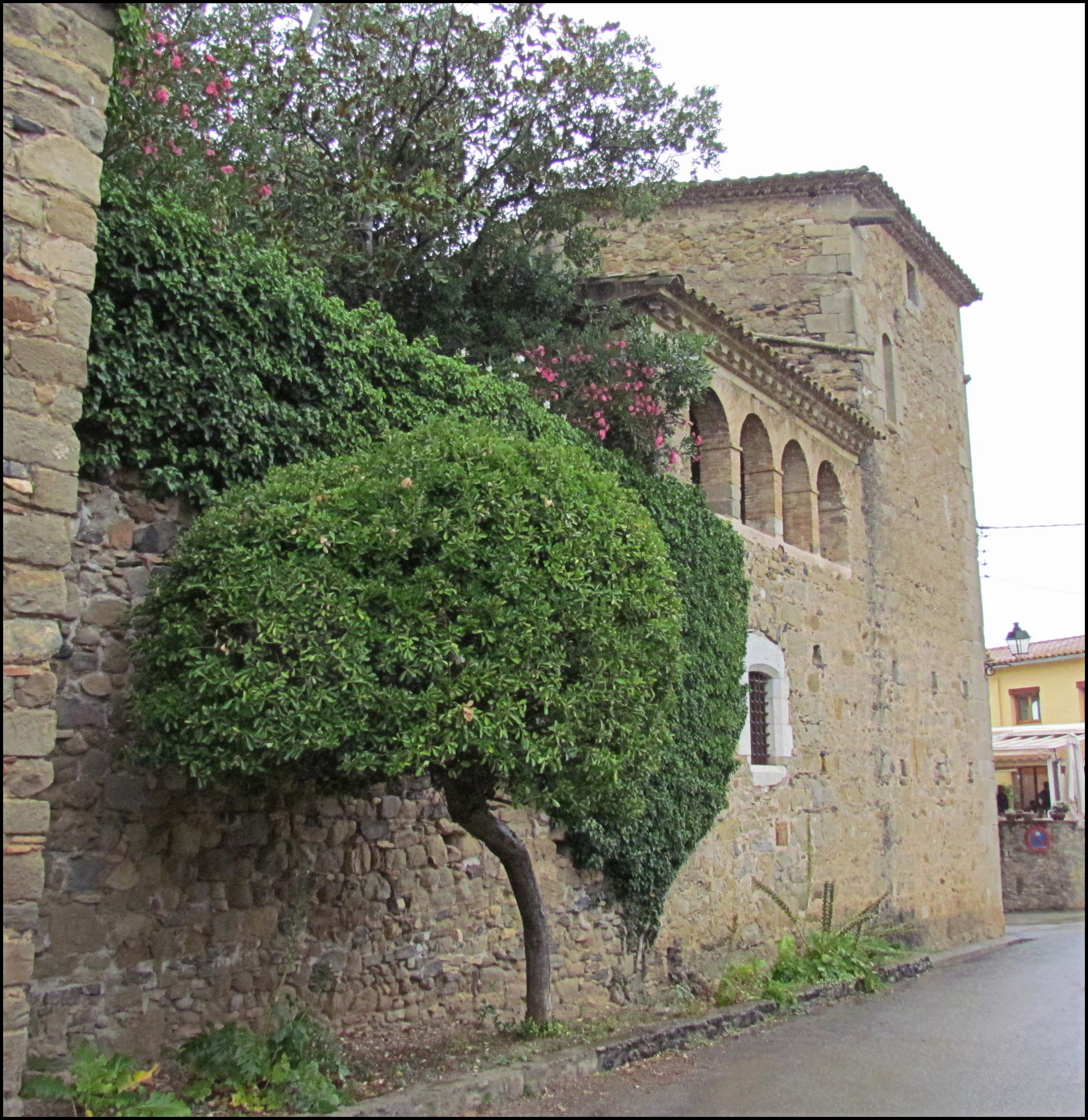
Maison-musée Gala Dalí.
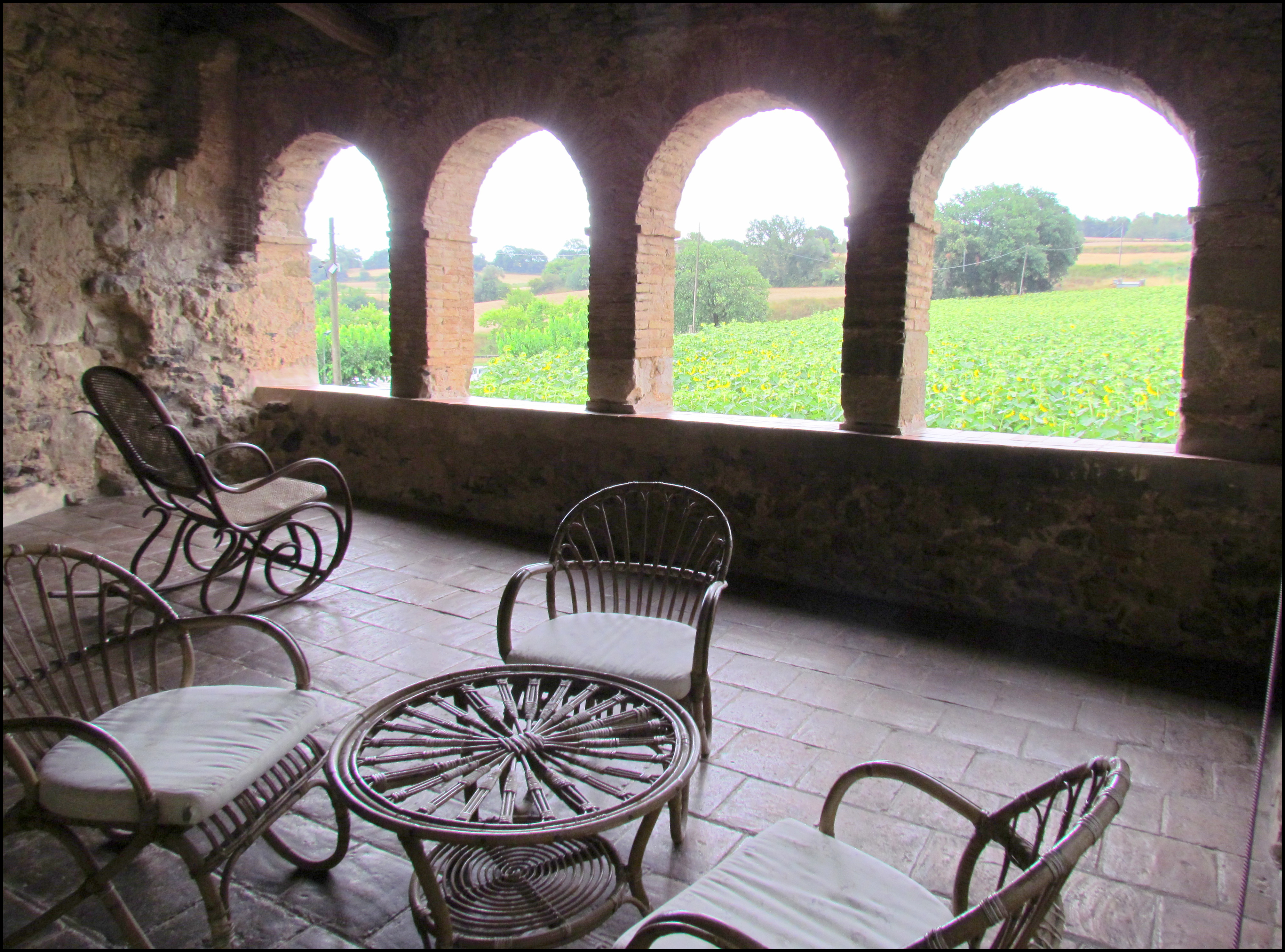
Terrasse de la maison.